# Michele Merkin

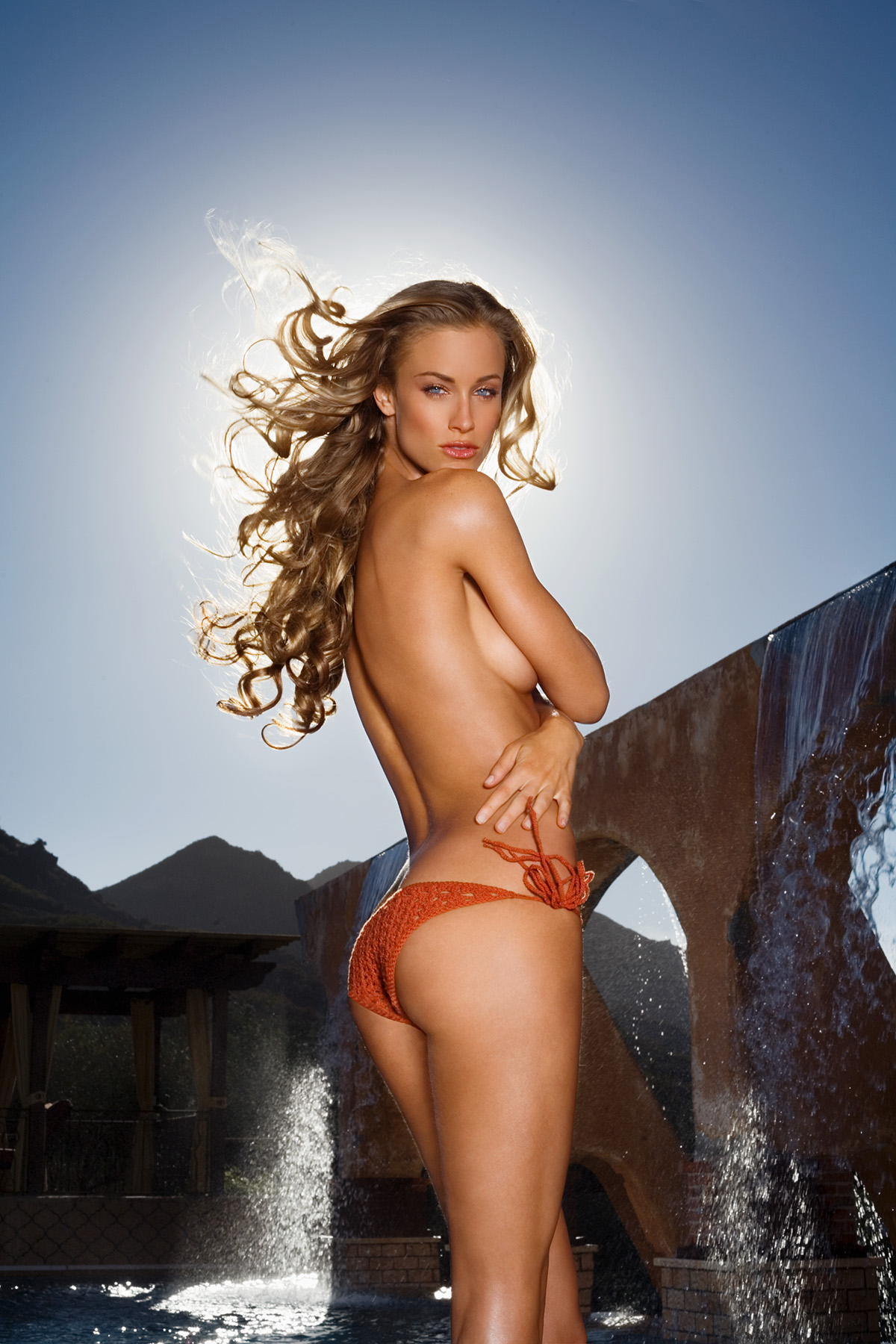
Michele Merkin (2006, digital nachbearbeitet)

Michele Merkin (* 25. Juni 1975 in Santa Clara County, Kalifornien) ist ein US-amerikanisches Model, Schauspielerin und Moderatorin. 

## Karriere
Merkin begann während ihrer Schulzeit im Alter von 15 Jahren zu modeln. Das 1,80 Meter große Model posierte für die Zeitschriften Elle, Marie Claire, Harper’s Bazaar und Vogue und nahm an über 60 Werbeaufnahmen teil, darunter für den Hygieneartikelhersteller Clairol oder den Spielkonsolenhersteller Nintendo. Im Männer- und Lifestylemagazin Maxim belegte Michele Merkin 2006 den 74. Platz, 2007 den 56. Platz unter der Liste der „100 attraktivsten Frauen“. 
In den 1990er Jahren spielte Merkin in vier Nebenrollen, darunter in dem Schauspiel-Film One Night Stand. Als Fernsehmoderatorin begann sie 2003 mit der Realityshows Big Playstation Saturday. Seither hat sie im Fernsehen der Vereinigten Staaten eine Reihe von Unterhaltungsshows moderiert.